# Daz Dillinger
Delmar Arnaud (Long Beach, Californië, 25 mei 1973), beter bekend als Daz Dillinger (ook wel Daz en Dat Nigga Daz) is een Amerikaans rapper en producer.

## Op albums van anderen
In 1992 tekende Daz voor het Death Row Records label van Dr. Dre en Suge Knight, waarna hij veel te horen was op albums van andere artiesten zoals op Dr. Dre's The Chronic uit 1992. Zo verwierf hij ook zijn bekendheid bij het grote publiek. In 1993 was hij ook enkele keren te horen op Snoop Doggs Doggystyle en in 1996 op Tupacs All Eyez on Me. Ook kreeg hij van Dr. Dre de taak om het 2e album van Snoop Dogg, Tha Doggfather, te produceren.

## Tha Dogg Pound
In 1995 richtte Daz en Kurupt de groep Tha Dogg Pound op, waarvan later ook Warren G, Nate Dogg en Snoop Dogg gedeeltelijk lid werden. Samen brachten zij het album Dogg Food uit. Later werden er verscheidene andere Tha Dogg Pound-albums gemaakt en uitgebracht, maar die haalden het niveau van het eerste album niet.

## Solo en vertrek bij Death Row
Nadat Dr. Dre met ruzie Death Row verliet, Tupac stierf en Snoop en Nate Dogg Death Row verlieten en Suge Knight wegens geweld in de gevangenis kwam te zitten, verliet ook Daz Death Row. Dat was het begin van de solocarrière van Daz, die eigenlijk nooit het niveau haalde van zijn carrière in de begin en midden jaren negentig, maar nog steeds goed gehoor vond, vooral in het underground circuit. In 2005 bracht hij een album uit dat een Grammy Award-nominatie kreeg voor het nummer So So Gangsta.

## Discografie
Albums
- 1998 - Retaliation, Revenge and Get Back
- 2000 - R.A.W.
- 2001 - Longbeach 2 Fillmoe
- 2002 - This Is The Life I Lead
- 2002 - To Live and die In CA
- 2003 - DPGC: U Know What I'm Throwin' Up
- 2004 - I Got Love In These Streetz
- 2005 - Tha Dogg Pound Gangsta LP
- 2005 - Gangsta Crunk
- 2006 - So So Gangsta
- 2007 - Gangsta Party
- 2008 - Only on the Left Side
- 2009 - Public Enemiez
- 2010 - Matter of Dayz
- 2011 - D.A.Z.
- 2012 - Witit Witit / $treet Money
- 2014 - Weed Money

- Bibliothèque nationale de France: cb14171955b (data)
- Gemeinsame Normdatei: 135246997
- International Standard Name Identifier: 0000 0000 5517 2476
- Library of Congress Control Number: no98084620
- MusicBrainz: 1964d560-1e82-4879-bd6e-3cbfb7dba01e
- Système universitaire de documentation: 100950213
- Virtual International Authority File: 34667114
- WorldCat: E39PBJtGXfCX8h8qt9RtPTHcT3